# Kiszombor
Kiszombor là một làng thuộc hạt Csongrád, Hungary. Làng này có diện tích 65,81 km², dân số năm 2010 là 3912 người, mật độ 59 người/km².